# Aeropuerto Capitán Aníbal Arab
Aeropuerto Capitán Aníbal Arab is een van luchthaven nabij Cobija in het Pando departement in Noord-Bolivia. De luchthaven ligt nabij de Braziliaanse grens en de rivier Acre.

## Bestemmingen

### Nationaal
| Vliegmaatschappij        | Bestemmingen                                                         |
| ------------------------ | -------------------------------------------------------------------- |
| Aerocon                  | Trinidad                                                             |
| Boliviana de Aviación    | Cochabamba, La Paz, Santa Cruz de la Sierra                          |
| EcoJet                   | Cochabamba, La Paz, Santa Cruz de la Sierra, Sucre, Tarija, Trinidad |
| Transporte Aéreo Militar | La Paz, Trinidad                                                     |

### Internationaal
| Vliegmaatschappij     | Bestemmingen                                    |
| --------------------- | ----------------------------------------------- |
| Boliviana de Aviación | Buenos Aires (Argentinië), São Paulo (Brazilië) |